# Johannes Giersing
 Johannes Hjalmar Giersing  (født 18. november 1872 i Odense, død 11. november 1954 i København) var en dansk skakspiller og skakmester.
Ved begyndelsen af sin karriere fik han en delt 4.-5. plads ved en turnering i København i 1895, hvor Andreas Rosendahl vandt. Giersing deltog adskillige gange ved nordisk mesterskab i skak (NM), og han vandt i Kristiania (nu Oslo) i 1903 (det fjerde NM). Han fik også en sjetteplads i København i 1899 (andet nordiske mesterskab, hvor Jørgen Møller vandt), fik en del 5.-6. plads i Göteborg 1901 (tredje NM, Möller vandt), fik 10.-plads i Stockholm i 1906 (Ossip Bernstein og Carl Schlechter vandt), og igen i 1912 samme sted (ottende NM, Alexander Alekhine vandt), fik en delt 6.-7. plads i København i 1916 (niende NM, Paul Johner vandt), fik en femteplads i Kristiania i 1917 (tiende NM, Gustaf Nyholm vandt), og en 11. plads i København 1924 (tolvte NM, Aron Nimzowitsch vandt).
Giersing vandt  danmarksmesterskabet i Horsens i 1915 og igen i København i 1918, og fik 3. pladsen i Aarhus i 1925, hvor Erik Andersen vandt.